# Lwapula
La Lwapula, aussi écrit Luapula, est une rivière d'Afrique centrale. Elle sert d'émissaire au lac Bangwelo en Zambie vers le lac Moero en faisant office de frontière entre la Zambie et la république démocratique du Congo (RDC) sur l'essentiel de son cours.

## Géographie
La rivière Chambeshi est le principal tributaire alimentant le lac Bangwelo et constitue dès lors la principale source d'alimentation de la Lwapula. La plaine entourant le lac et la Lwapula est largement inondable, néanmoins la Lwapula compte plusieurs chutes importantes dont les chutes Mumbuluma, les chutes Musenda et les chutes Mambilima. En RDC, les localités de Kasenga et Kilwa sont situées sur la Lwapula.